# William LeVeque
William Judson LeVeque (* 9. August 1923 in Boulder; † 1. Dezember 2007) war ein US-amerikanischer Mathematiker, der sich mit Zahlentheorie befasste.

## Leben und Wirken
LeVeque studierte an der University of Colorado (Bachelorabschluss 1944, Masterabschluss 1945) und wurde 1947 an der Cornell University bei Burton W. Jones promoviert (On the Distribution of Values of Number-Theoretic Functions). 1947 bis 1949 war er Instructor an der Harvard University und danach an der University of Michigan, wo er Professor wurde. 1957 wurde er Sloan Research Fellow. Ab 1970 war er Professor an der Claremont Graduate University. 
1977 bis 1988 war er Geschäftsführer (Executive Director) der American Mathematical Society (AMS).1970 bis 1974 war er US Delegierter bei der International Mathematical Union.
Als Zahlentheoretiker befasste er sich mit Gleichverteilung, Diophantischer Approximation, Transzendenten Zahlen und schrieb einige in den USA bekannte Lehrbücher der Zahlentheorie. Aus dem Projekt, die Geschichte der Zahlentheorie von Leonard Dickson (die im Jahr 1910 endet) auf den neuesten Stand zu bringen, entstand 1973 die Herausgeberschaft von sechs Bänden der Reviews in Number Theory bei der AMS, worin die Rezensionen von Mathematical Reviews von 1940 bis 1972 sortiert nach Themengebieten abgedruckt waren. 1965 war er auch Herausgeber der Mathematical Reviews bei der American Mathematical Society.
Nach seinem Ruhestand lebte er drei Jahre auf seinem Segelboot an der Ostküste und in der Karibik und zog danach nach Bainbridge Island. 
Sein Sohn Randall J. LeVeque ist Professor für Angewandte Mathematik an der University of Washington. Zu LeVeque´s Doktoranden zählt Underwood Dudley.

## Schriften (Auswahl)
als Autor
- Topics in Number Theory. Dover Publ., minola, N.Y. 2002, ISBN 0-486-42539-8 (2 Bde., Nachdr. d. Ausg. Reading, Mass. 1956).
- Elementary Theory of Numbers. Dover Publ., Mineola, N.Y. 1990, ISBN 0-486-66348-5 (Nachdr. d. Ausg. Reading, Mass. 1962).
- Fundamentals of Number Theory. Dover Publ., Mineola, N.Y. 1996, ISBN 0-486-68906-9 (Nachdr. d. Ausg. Reading, Mass. 1977).

als Herausgeber
- Studies in Number Theory (Studies in Mathematics; Bd. 6). AMS, Washington, D.C. 1969.